# Gattendorf (Bajorország)
Gattendorf település Németországban, azon belül Bajorországban. Lakosainak száma 1070 fő (2023. december 31.). Gattendorf Trogen és Regnitzlosau községekkel határos.

## Népesség
A település népessége az elmúlt években az alábbi módon változott:
| Lakosok száma | 727  | 828  | 1059 | 1071 | 1036 | 1038 | 1035 | 1032 | 1035 | 1070 |
|               | 1875 | 1950 | 1970 | 2011 | 2013 | 2014 | 2016 | 2019 | 2021 | 2023 |